# Championship League 2020/2
Die Matchroom Multi Sport Championship League 2020 war ein Snooker-Weltranglistenturnier im Rahmen der Main-Tour-Saison 2020/21. Es wurde in drei Teilen vom 13. bis 20. September, vom 28. September bis 5. Oktober und vom 26. bis 30. Oktober ausgetragen. Veranstaltungsort war wie bei vorangegangenen Ausgabe die Marshall Arena in Milton Keynes.
Sieger des Juniturniers war der Belgier Luca Brecel gewesen, der diesmal aber die Auftaktrunde nicht überstand. Sieger wurde der Weltranglistenfünfte Kyren Wilson, der die Nummer 1 Judd Trump mit 3:1 besiegte. Für Wilson war es der vierte Weltranglistensieg seiner Karriere und der dritte im dritten Jahr in Folge.
Bereits in einem der ersten beiden Matches des Turniers und damit der ganzen Saison gelang Ryan Day ein Maximum Break. Für ihn war es das Zweite nach 2014. Am Schlusstag spielte auch der Schotte John Higgins ein 147-Punkte-Break. Mit seinem 11. Maximum zog er mit seinem Landsmann Stephen Hendry gleich. In der Turniergeschichte waren es bereits die Maximum Breaks Nummer 10 und 11, womit die Championship League Platz 3 hinter UK Championship und Snookerweltmeisterschaft einnimmt.

## Hintergrund und Modus
Das Turnier war die dritte Ausgabe der Championship League innerhalb von 12 Monaten. Aufgrund der Corona-Pandemie in diesem Jahr und nach einer zwischenzeitlichen Einstellung des Spielbetriebs wurde sie im Juni als Vorbereitungsturnier und Test der Hygienemaßnahmen in verändertem Format neu aufgelegt. Sie verlief erfolgreich und deshalb wurde sie zum Auftakt der neuen Saison ein weiteres Mal angesetzt, unter anderem auch als Ersatz für die chinesischen Turniere, die für 2020 vollständig abgesagt worden waren. Erstmals wurde das Turnier als Weltranglistenturnier für alle Profispieler gewertet.
Es war ein dreistufiges Rundenturnier mit einem abschließenden Finalmatch. Die 128 Teilnehmer (121 Profis und 7 Nachrücker aus der Q-School-Rangliste) wurden nach ihrer Weltranglistenplatzierung in Vierergruppen aufgeteilt, je ein Spieler aus den Top 32, einer von Platz 33 bis 64 usw. Jede Gruppe spielte im Modus Jeder gegen jeden einen Sieger aus. Die 32 Sieger wurden danach wieder in acht Vierergruppen aufgeteilt, die im selben Modus acht Sieger ermittelten. Am Finaltag gab es noch einmal zwei Vierergruppen, deren beide Sieger in einem abschließenden Finalmatch um den Turniersieg spielten.

### Preisgeld
Wie zuvor im Juni-Turnier entschied ausschließlich die erreichte Platzierung und nicht die Punkt- oder Framezahl über die Höhe der Prämie. Aufgrund der höheren Teilnehmerzahl waren die Prämien jedoch anders verteilt. So bekamen die 32 Gruppenletzten der Auftaktrunde diesmal kein Geld und die Gruppensieger nur 3.000 statt 4.000 £. Dem Turniersieger standen in der Summe aller Runden 33.000 £ zu und damit 3.000 £ mehr als zuvor.
| Auftaktrunde  | Preisgeld |
| ------------- | --------- |
| Gruppensieger | 3.000 £   |
| Platz 2       | 2.000 £   |
| Platz 3       | 1.000 £   |

| Zwischenrunde | Preisgeld |
| ------------- | --------- |
| Gruppensieger | 4.000 £   |
| Platz 2       | 3.000 £   |
| Platz 3       | 2.000 £   |
| Platz 4       | 1.000 £   |

| Finalgruppe | Preisgeld |
| ----------- | --------- |
| Platz 1     | 6.000 £   |
| Platz 2     | 4.000 £   |
| Platz 3     | 2.000 £   |
| Platz 4     | 1.000 £   |

| Endspiel              | Preisgeld |
| --------------------- | --------- |
| Turniersieger         | 20.000 £  |
| Unterlegener Finalist | 10.000 £  |

## Turnier

### Auftaktrunde
Die Auftaktrunde wurde in 32 Gruppen à 4 Spieler ausgetragen. Die ersten 16 Gruppen spielten die Sieger vom 13. bis 20. September aus, die zweite Hälfte des Feldes spielte vom 28. September bis 5. Oktober. Je 2 Gruppen wurden pro Tag parallel ausgetragen. Der Weltranglistenerste Judd Trump wurde in Gruppe 1, der amtierende Weltmeister Ronnie O’Sullivan in Gruppe 32 gesetzt. O’Sullivan fiel allerdings kurzfristig aus und wurde durch einen anderen Spieler ersetzt.
Alle Gruppenspiele wurden im Modus Best of 4 ausgetragen.
Gruppe 1
Die Spiele der ersten Gruppe fanden am 13. September statt. Der Weltranglistenerste Judd Trump setzte sich ungeschlagen durch.
| Pos. | Spieler      | Partien | Partien | Partien | Frames | Frames | Frames | Höchstes Break | Punkte |
| Pos. | Spieler      | G       | U       | V       | G      | V      | ±      | Höchstes Break | Punkte |
| ---- | ------------ | ------- | ------- | ------- | ------ | ------ | ------ | -------------- | ------ |
| 1    | Judd Trump   | 2       | 1       | 0       | 8      | 3      | +5     | 86             | 7      |
| 2    | Fan Zhengyi  | 1       | 1       | 1       | 6      | 5      | +1     | 73             | 4      |
| 3    | David Lilley | 1       | 0       | 2       | 3      | 7      | −4     | 61             | 3      |
| 4    | Alan McManus | 0       | 2       | 1       | 5      | 7      | −2     | 68             | 2      |

Einzelergebnisse
| Spiel | Spieler 1    | Ergebnis | Spieler 2    |
| ----- | ------------ | -------- | ------------ |
| 1     | Judd Trump   | 13:13    | Fan Zhengyi  |
| 2     | Alan McManus | 31:31    | David Lilley |
| 3     | Alan McManus | 2:2      | Fan Zhengyi  |
| 4     | Judd Trump   | 03:03    | David Lilley |
| 5     | David Lilley | 30:30    | Fan Zhengyi  |
| 6     | Judd Trump   | 2:2      | Alan McManus |

Gruppe 2
Die Spiele der zweiten Gruppe fanden am 13. September statt. Trotz einer Niederlage gegen seinen Landsmann Matthew Stevens setzte sich der Waliser Ryan Day durch, weil Stevens sonst nur unentschieden spielte. Day entschied sein erstes Match gegen Rod Lawler mit einem Maximum Break für sich.
| Pos. | Spieler         | Partien | Partien | Partien | Frames | Frames | Frames | Höchstes Break | Punkte |
| Pos. | Spieler         | G       | U       | V       | G      | V      | ±      | Höchstes Break | Punkte |
| ---- | --------------- | ------- | ------- | ------- | ------ | ------ | ------ | -------------- | ------ |
| 1    | Ryan Day        | 2       | 0       | 1       | 7      | 4      | +3     | 147            | 6      |
| 2    | Matthew Stevens | 1       | 2       | 0       | 7      | 5      | +2     | 140            | 5      |
| 3    | Rod Lawler      | 1       | 1       | 1       | 6      | 5      | +1     | 90             | 4      |
| 4    | Paul Davison    | 0       | 1       | 2       | 2      | 8      | −6     | 31             | 1      |

Einzelergebnisse
| Spiel | Spieler 1       | Ergebnis | Spieler 2    |
| ----- | --------------- | -------- | ------------ |
| 1     | Ryan Day        | 13:13    | Rod Lawler   |
| 2     | Matthew Stevens | 2:2      | Paul Davison |
| 3     | Matthew Stevens | 2:2      | Rod Lawler   |
| 4     | Ryan Day        | 03:03    | Paul Davison |
| 5     | Matthew Stevens | 13:13    | Ryan Day     |
| 6     | Rod Lawler      | 03:03    | Paul Davison |

Gruppe 3
Die Spiele der dritten Gruppe fanden am 14. September statt. Robert Milkins gewann das entscheidende Spiel gegen den Gruppenfavoriten Gary Wilson mit 3:0 und kam deshalb, auch wegen der guten Framebilanz, eine Runde weiter.
| Pos. | Spieler        | Partien | Partien | Partien | Frames | Frames | Frames | Höchstes Break | Punkte |
| Pos. | Spieler        | G       | U       | V       | G      | V      | ±      | Höchstes Break | Punkte |
| ---- | -------------- | ------- | ------- | ------- | ------ | ------ | ------ | -------------- | ------ |
| 1    | Robert Milkins | 2       | 0       | 1       | 6      | 3      | +3     | 63             | 6      |
| 2    | Jamie Jones    | 2       | 0       | 1       | 6      | 4      | +2     | 103            | 6      |
| 3    | Gary Wilson    | 1       | 1       | 1       | 5      | 5      | ±0     | 62             | 4      |
| 4    | Chen Zifan     | 0       | 1       | 2       | 3      | 8      | −5     | 85             | 1      |

Einzelergebnisse
| Spiel | Spieler 1      | Ergebnis | Spieler 2      |
| ----- | -------------- | -------- | -------------- |
| 1     | Robert Milkins | 03:03    | Chen Zifan     |
| 2     | Gary Wilson    | 03:03    | Jamie Jones    |
| 3     | Gary Wilson    | 2:2      | Chen Zifan     |
| 4     | Robert Milkins | 03:03    | Jamie Jones    |
| 5     | Gary Wilson    | 30:30    | Robert Milkins |
| 6     | Chen Zifan     | 31:31    | Jamie Jones    |

Gruppe 4
Die Spiele der vierten Gruppe fanden am 14. September statt. Favorit Barry Hawkins war nach zwei Siegen in Session 1 schon durch, weil sich die Gruppengegner durch Unentschieden gegenseitig die Punkte wegnahmen, und konnte deshalb die Abschlussniederlage verschmerzen.
| Pos. | Spieler       | Partien | Partien | Partien | Frames | Frames | Frames | Höchstes Break | Punkte |
| Pos. | Spieler       | G       | U       | V       | G      | V      | ±      | Höchstes Break | Punkte |
| ---- | ------------- | ------- | ------- | ------- | ------ | ------ | ------ | -------------- | ------ |
| 1    | Barry Hawkins | 2       | 0       | 1       | 6      | 4      | +2     | 145            | 6      |
| 2    | Sam Craigie   | 1       | 2       | 0       | 7      | 4      | +3     | 89             | 5      |
| 3    | Jackson Page  | 0       | 2       | 1       | 5      | 7      | −2     | 63             | 2      |
| 4    | Ben Hancorn   | 0       | 2       | 1       | 4      | 7      | −3     | 80             | 2      |

Einzelergebnisse
| Spiel | Spieler 1     | Ergebnis | Spieler 2    |
| ----- | ------------- | -------- | ------------ |
| 1     | Barry Hawkins | 03:03    | Ben Hancorn  |
| 2     | Sam Craigie   | 2:2      | Jackson Page |
| 3     | Sam Craigie   | 2:2      | Ben Hancorn  |
| 4     | Barry Hawkins | 13:13    | Jackson Page |
| 5     | Jackson Page  | 2:2      | Ben Hancorn  |
| 6     | Barry Hawkins | 30:30    | Sam Craigie  |

Gruppe 5
Die Spiele der fünften Gruppe fanden am 15. September statt. Nachdem der Weltranglistenneunte Stephen Maguire unerwartet das Auftaktmatch verloren hatte, nutzte Dominic Dale seine Chance und sicherte sich mit zwei Siegen und einem Remis gegen Maguire das Weiterkommen.
| Pos. | Spieler         | Partien | Partien | Partien | Frames | Frames | Frames | Höchstes Break | Punkte |
| Pos. | Spieler         | G       | U       | V       | G      | V      | ±      | Höchstes Break | Punkte |
| ---- | --------------- | ------- | ------- | ------- | ------ | ------ | ------ | -------------- | ------ |
| 1    | Dominic Dale    | 2       | 1       | 0       | 8      | 3      | +5     | 81             | 7      |
| 2    | Leo Fernandez   | 2       | 0       | 1       | 7      | 5      | +2     | 62             | 6      |
| 3    | Stephen Maguire | 0       | 2       | 1       | 5      | 7      | −2     | 96             | 2      |
| 4    | Louis Heathcote | 0       | 1       | 2       | 3      | 8      | −5     | 70             | 1      |

Einzelergebnisse
| Spiel | Spieler 1       | Ergebnis | Spieler 2       |
| ----- | --------------- | -------- | --------------- |
| 1     | Stephen Maguire | 31:31    | Leo Fernandez   |
| 2     | Louis Heathcote | 30:30    | Dominic Dale    |
| 3     | Louis Heathcote | 31:31    | Leo Fernandez   |
| 4     | Stephen Maguire | 2:2      | Dominic Dale    |
| 5     | Dominic Dale    | 13:13    | Leo Fernandez   |
| 6     | Stephen Maguire | 2:2      | Louis Heathcote |

Gruppe 6
Die Spiele der sechsten Gruppe fanden am 15. September statt. Nachdem Außenseiter Zhao Jianbo zum Auftakt Zhou Yuelong zu Beginn ein Unentschieden abgerungen hatte, hätte er im letzten Spiel seinen Landsmann sogar stürzen können. Er schaffte aber nur ein weiteres Unentschieden und dank des besseren Frameverhältnisses kam Favorit Yuelong mit nur einem Sieg in Runde 2.
| Pos. | Spieler       | Partien | Partien | Partien | Frames | Frames | Frames | Höchstes Break | Punkte |
| Pos. | Spieler       | G       | U       | V       | G      | V      | ±      | Höchstes Break | Punkte |
| ---- | ------------- | ------- | ------- | ------- | ------ | ------ | ------ | -------------- | ------ |
| 1    | Zhou Yuelong  | 1       | 2       | 0       | 7      | 4      | +3     | 109            | 5      |
| 2    | Zhao Jianbo   | 1       | 2       | 0       | 7      | 5      | +2     | 54             | 5      |
| 3    | Ricky Walden  | 1       | 1       | 1       | 6      | 6      | ±0     | 75             | 4      |
| 4    | Gerard Greene | 0       | 1       | 2       | 3      | 8      | −5     | 132            | 1      |

Einzelergebnisse
| Spiel | Spieler 1     | Ergebnis | Spieler 2     |
| ----- | ------------- | -------- | ------------- |
| 1     | Ricky Walden  | 31:31    | Gerard Greene |
| 2     | Zhou Yuelong  | 2:2      | Zhao Jianbo   |
| 3     | Zhou Yuelong  | 03:03    | Gerard Greene |
| 4     | Ricky Walden  | 31:31    | Zhao Jianbo   |
| 5     | Zhou Yuelong  | 2:2      | Ricky Walden  |
| 6     | Gerard Greene | 2:2      | Zhao Jianbo   |

Gruppe 7
Die Spiele der siebten Gruppe fanden am 16. September statt. Favorit Matthew Selt setzte sich ungeschlagen durch.
| Pos. | Spieler        | Partien | Partien | Partien | Frames | Frames | Frames | Höchstes Break | Punkte |
| Pos. | Spieler        | G       | U       | V       | G      | V      | ±      | Höchstes Break | Punkte |
| ---- | -------------- | ------- | ------- | ------- | ------ | ------ | ------ | -------------- | ------ |
| 1    | Matthew Selt   | 2       | 1       | 0       | 8      | 4      | +4     | 71             | 7      |
| 2    | Si Jiahui      | 1       | 1       | 1       | 6      | 5      | +1     | 60             | 4      |
| 3    | Gao Yang       | 0       | 2       | 1       | 5      | 7      | −2     | 114            | 2      |
| 4    | Ben Woollaston | 0       | 2       | 1       | 4      | 7      | −3     | 66             | 2      |

Einzelergebnisse
| Spiel | Spieler 1      | Ergebnis | Spieler 2      |
| ----- | -------------- | -------- | -------------- |
| 1     | Ben Woollaston | 30:30    | Si Jiahui      |
| 2     | Matthew Selt   | 13:13    | Gao Yang       |
| 3     | Matthew Selt   | 13:13    | Si Jiahui      |
| 4     | Ben Woollaston | 2:2      | Gao Yang       |
| 5     | Matthew Selt   | 2:2      | Ben Woollaston |
| 6     | Si Jiahui      | 2:2      | Gao Yang       |

Gruppe 8
Die Spiele der achten Gruppe fanden am 16. September statt. Im Turnierverlauf war Shaun Murphy der Erste, der ohne Punktverlust die erste Gruppenrunde überstand.
| Pos. | Spieler          | Partien | Partien | Partien | Frames | Frames | Frames | Höchstes Break | Punkte |
| Pos. | Spieler          | G       | U       | V       | G      | V      | ±      | Höchstes Break | Punkte |
| ---- | ---------------- | ------- | ------- | ------- | ------ | ------ | ------ | -------------- | ------ |
| 1    | Shaun Murphy     | 3       | 0       | 0       | 9      | 1      | +8     | 111            | 9      |
| 2    | Martin O’Donnell | 2       | 0       | 1       | 7      | 4      | +3     | 128            | 6      |
| 3    | Jimmy White      | 0       | 1       | 2       | 3      | 8      | −5     | 69             | 1      |
| 4    | Peter Devlin     | 0       | 1       | 2       | 2      | 8      | −6     | 81             | 1      |

Einzelergebnisse
| Spiel | Spieler 1        | Ergebnis | Spieler 2        |
| ----- | ---------------- | -------- | ---------------- |
| 1     | Shaun Murphy     | 03:03    | Peter Devlin     |
| 2     | Martin O’Donnell | 13:13    | Jimmy White      |
| 3     | Martin O’Donnell | 03:03    | Peter Devlin     |
| 4     | Shaun Murphy     | 03:03    | Jimmy White      |
| 5     | Jimmy White      | 2:2      | Peter Devlin     |
| 6     | Shaun Murphy     | 13:13    | Martin O’Donnell |

Gruppe 9
Die Spiele der neunten Gruppe fanden am 29. September statt. Der Weltranglistenfünfte Mark Allen stand nach einem Unentschieden zum Auftakt schon unter Druck. Nur ein Sieg im Entscheidungsspiel gegen Luo Honghao hätte ihm geholfen, doch der Chinese erreichte ein 2:2 und zog in die Zwischenrunde ein.
| Pos. | Spieler          | Partien | Partien | Partien | Frames | Frames | Frames | Höchstes Break | Punkte |
| Pos. | Spieler          | G       | U       | V       | G      | V      | ±      | Höchstes Break | Punkte |
| ---- | ---------------- | ------- | ------- | ------- | ------ | ------ | ------ | -------------- | ------ |
| 1    | Luo Honghao      | 2       | 1       | 0       | 8      | 3      | +5     | 128            | 7      |
| 2    | Mark Allen       | 1       | 2       | 0       | 7      | 4      | +3     | 106            | 5      |
| 3    | Jamie Wilson     | 0       | 2       | 1       | 4      | 7      | −3     | – 1            | 2      |
| 4    | Billy Joe Castle | 0       | 1       | 2       | 3      | 8      | −5     | 74             | 1      |

Einzelergebnisse
| Spiel | Spieler 1        | Ergebnis | Spieler 2        |
| ----- | ---------------- | -------- | ---------------- |
| 1     | Mark Allen       | 2:2      | Jamie Wilson     |
| 2     | Luo Honghao      | 13:13    | Billy Joe Castle |
| 3     | Luo Honghao      | 03:03    | Jamie Wilson     |
| 4     | Mark Allen       | 03:03    | Billy Joe Castle |
| 5     | Mark Allen       | 2:2      | Luo Honghao      |
| 6     | Billy Joe Castle | 2:2      | Jamie Wilson     |

Gruppe 10
Die Spiele der zehnten Gruppe fanden am 17. September statt. Zhao Xintong gewann und die Konkurrenz spielte unentschieden, darum konnte sich der Favorit im letzten Spiel eine 0:3-Niederlage leisten und kam trotzdem weiter.
| Pos. | Spieler        | Partien | Partien | Partien | Frames | Frames | Frames | Höchstes Break | Punkte |
| Pos. | Spieler        | G       | U       | V       | G      | V      | ±      | Höchstes Break | Punkte |
| ---- | -------------- | ------- | ------- | ------- | ------ | ------ | ------ | -------------- | ------ |
| 1    | Zhao Xintong   | 2       | 0       | 1       | 6      | 4      | +2     | 65             | 6      |
| 2    | Liam Highfield | 1       | 2       | 0       | 7      | 4      | +3     | 80             | 5      |
| 3    | Nigel Bond     | 0       | 2       | 1       | 5      | 7      | −2     | 70             | 2      |
| 4    | Oliver Brown   | 0       | 2       | 1       | 4      | 7      | −3     | 79             | 2      |

Einzelergebnisse
| Spiel | Spieler 1      | Ergebnis | Spieler 2      |
| ----- | -------------- | -------- | -------------- |
| 1     | Liam Highfield | 2:2      | Nigel Bond     |
| 2     | Zhao Xintong   | 03:03    | Oliver Brown   |
| 3     | Zhao Xintong   | 13:13    | Nigel Bond     |
| 4     | Liam Highfield | 2:2      | Oliver Brown   |
| 5     | Zhao Xintong   | 30:30    | Liam Highfield |
| 6     | Nigel Bond     | 2:2      | Oliver Brown   |

Gruppe 11
Die Spiele der 11. Gruppe fanden am 28. September statt. Gruppenfavorit Anthony McGill gab schon im ersten Spiel entscheidende Punkte ab. Alexander Ursenbacher nutzte die Chance und schaffte mit zwei klaren Siegen schon eine Vorentscheidung. Mit einem Unentschieden im direkten Vergleich machte er sein Weiterkommen perfekt.
| Pos. | Spieler               | Partien | Partien | Partien | Frames | Frames | Frames | Höchstes Break | Punkte |
| Pos. | Spieler               | G       | U       | V       | G      | V      | ±      | Höchstes Break | Punkte |
| ---- | --------------------- | ------- | ------- | ------- | ------ | ------ | ------ | -------------- | ------ |
| 1    | Alexander Ursenbacher | 2       | 1       | 0       | 8      | 3      | +5     | 80             | 7      |
| 2    | Riley Parsons         | 1       | 1       | 1       | 6      | 5      | +1     | 88             | 4      |
| 3    | Lukas Kleckers        | 0       | 2       | 1       | 4      | 7      | −3     | 65             | 2      |
| 4    | Anthony McGill        | 0       | 2       | 1       | 4      | 7      | −3     | – 1            | 2      |

Einzelergebnisse
| Spiel | Spieler 1             | Ergebnis | Spieler 2             |
| ----- | --------------------- | -------- | --------------------- |
| 1     | Anthony McGill        | 2:2      | Lukas Kleckers        |
| 2     | Alexander Ursenbacher | 13:13    | Riley Parsons         |
| 3     | Alexander Ursenbacher | 03:03    | Lukas Kleckers        |
| 4     | Anthony McGill        | 30:30    | Riley Parsons         |
| 5     | Anthony McGill        | 2:2      | Alexander Ursenbacher |
| 6     | Riley Parsons         | 2:2      | Lukas Kleckers        |

Gruppe 12
Die Spiele der 12. Gruppe fanden am 18. September statt. Als erster Spieler im Turnierverlauf setzte sich Gruppenfavorit Stuart Bingham ohne Punkt- und ohne Frameverlust durch.
| Pos. | Spieler        | Partien | Partien | Partien | Frames | Frames | Frames | Höchstes Break | Punkte |
| Pos. | Spieler        | G       | U       | V       | G      | V      | ±      | Höchstes Break | Punkte |
| ---- | -------------- | ------- | ------- | ------- | ------ | ------ | ------ | -------------- | ------ |
| 1    | Stuart Bingham | 3       | 0       | 0       | 9      | 0      | +9     | 127            | 9      |
| 2    | James Cahill   | 2       | 0       | 1       | 6      | 5      | +1     | 96             | 6      |
| 3    | Yuan Sijun     | 1       | 0       | 2       | 4      | 7      | −3     | 78             | 3      |
| 4    | Pang Junxu     | 0       | 0       | 3       | 2      | 9      | −7     | 53             | 0      |

Einzelergebnisse
| Spiel | Spieler 1      | Ergebnis | Spieler 2    |
| ----- | -------------- | -------- | ------------ |
| 1     | Stuart Bingham | 03:03    | Pang Junxu   |
| 2     | Yuan Sijun     | 31:31    | James Cahill |
| 3     | Yuan Sijun     | 13:13    | Pang Junxu   |
| 4     | Stuart Bingham | 03:03    | James Cahill |
| 5     | James Cahill   | 13:13    | Pang Junxu   |
| 6     | Stuart Bingham | 03:03    | Yuan Sijun   |

Gruppe 13
Die Spiele der 13. Gruppe fanden am 19. September statt. Auch wenn Rory McLeod nach einem Jahr erzwungener Tourpause nominell der große Außenseiter war, war der 49-Jährige der Erfahrenste im Feld. Durch ein 3:0 gegen Favorit Jack Lisowski in seinem ersten Match eröffnete er sich alle Chancen und durch ein 3:0 im Schlussmatch vollendete er den Einzug in die Zwischenrunde.
| Pos. | Spieler        | Partien | Partien | Partien | Frames | Frames | Frames | Höchstes Break | Punkte |
| Pos. | Spieler        | G       | U       | V       | G      | V      | ±      | Höchstes Break | Punkte |
| ---- | -------------- | ------- | ------- | ------- | ------ | ------ | ------ | -------------- | ------ |
| 1    | Rory McLeod    | 2       | 1       | 0       | 8      | 2      | +6     | 54             | 7      |
| 2    | Ian Burns      | 1       | 2       | 0       | 7      | 4      | +3     | 114            | 5      |
| 3    | Jack Lisowski  | 1       | 1       | 1       | 5      | 6      | −1     | 139            | 4      |
| 4    | Fraser Patrick | 0       | 0       | 3       | 1      | 9      | −8     | 36             | 0      |

Einzelergebnisse
| Spiel | Spieler 1      | Ergebnis | Spieler 2      |
| ----- | -------------- | -------- | -------------- |
| 1     | Ian Burns      | 03:03    | Fraser Patrick |
| 2     | Jack Lisowski  | 30:30    | Rory McLeod    |
| 3     | Jack Lisowski  | 13:13    | Fraser Patrick |
| 4     | Ian Burns      | 2:2      | Rory McLeod    |
| 5     | Jack Lisowski  | 2:2      | Ian Burns      |
| 6     | Fraser Patrick | 30:30    | Rory McLeod    |

Gruppe 14
Die Spiele der 14. Gruppe fanden am 19. September statt. Favorit Graeme Dott gab sich nach einem Unentschieden zum Auftakt keine Blöße mehr und setzte sich klar durch.
| Pos. | Spieler       | Partien | Partien | Partien | Frames | Frames | Frames | Höchstes Break | Punkte |
| Pos. | Spieler       | G       | U       | V       | G      | V      | ±      | Höchstes Break | Punkte |
| ---- | ------------- | ------- | ------- | ------- | ------ | ------ | ------ | -------------- | ------ |
| 1    | Graeme Dott   | 2       | 1       | 0       | 8      | 4      | +4     | 103            | 7      |
| 2    | Liang Wenbo   | 2       | 0       | 1       | 7      | 4      | +3     | 105            | 6      |
| 3    | Zak Surety    | 1       | 1       | 1       | 5      | 6      | −1     | 83             | 4      |
| 4    | Soheil Vahedi | 0       | 0       | 3       | 3      | 9      | −6     | 68             | 0      |

Einzelergebnisse
| Spiel | Spieler 1     | Ergebnis | Spieler 2     |
| ----- | ------------- | -------- | ------------- |
| 1     | Graeme Dott   | 2:2      | Zak Surety    |
| 2     | Liang Wenbo   | 13:13    | Soheil Vahedi |
| 3     | Liang Wenbo   | 03:03    | Zak Surety    |
| 4     | Graeme Dott   | 13:13    | Soheil Vahedi |
| 5     | Soheil Vahedi | 31:31    | Zak Surety    |
| 6     | Graeme Dott   | 13:13    | Liang Wenbo   |

Gruppe 15
Die Spiele der 15. Gruppe fanden am 20. September statt. Michael Holt war der erste Favorit, der am Ende auf Platz 4 landete. Daran änderte auch sein Sieg gegen Jamie O’Neill nichts. Der Engländer gewann als einziger Spieler noch zwei Partien und erreichte die Zwischenrunde.
| Pos. | Spieler          | Partien | Partien | Partien | Frames | Frames | Frames | Höchstes Break | Punkte |
| Pos. | Spieler          | G       | U       | V       | G      | V      | ±      | Höchstes Break | Punkte |
| ---- | ---------------- | ------- | ------- | ------- | ------ | ------ | ------ | -------------- | ------ |
| 1    | Jamie O’Neill    | 2       | 0       | 1       | 6      | 4      | +2     | 63             | 6      |
| 2    | Sean Maddocks    | 1       | 1       | 1       | 6      | 5      | +1     | 56             | 4      |
| 3    | Daniel Womersley | 1       | 1       | 1       | 5      | 6      | −1     | 87             | 4      |
| 4    | Michael Holt     | 1       | 0       | 2       | 4      | 6      | −2     | 100            | 3      |

Einzelergebnisse
| Spiel | Spieler 1        | Ergebnis | Spieler 2        |
| ----- | ---------------- | -------- | ---------------- |
| 1     | Daniel Womersley | 30:30    | Jamie O’Neill    |
| 2     | Michael Holt     | 30:30    | Sean Maddocks    |
| 3     | Michael Holt     | 03:03    | Jamie O’Neill    |
| 4     | Daniel Womersley | 2:2      | Sean Maddocks    |
| 5     | Michael Holt     | 31:31    | Daniel Womersley |
| 6     | Jamie O’Neill    | 13:13    | Sean Maddocks    |

Gruppe 16
Die Spiele der 16. Gruppe fanden am 20. September statt. Die Entscheidung fiel in der letzten Runde zwischen Mark Selby und Lü Haotian. Dem Weltranglistenvierten aus England genügte das 2:2-Unentschieden, um sich in der Gruppe durchzusetzen.
| Pos. | Spieler          | Partien | Partien | Partien | Frames | Frames | Frames | Höchstes Break | Punkte |
| Pos. | Spieler          | G       | U       | V       | G      | V      | ±      | Höchstes Break | Punkte |
| ---- | ---------------- | ------- | ------- | ------- | ------ | ------ | ------ | -------------- | ------ |
| 1    | Mark Selby       | 2       | 1       | 0       | 8      | 4      | +4     | 81             | 7      |
| 2    | Lü Haotian       | 1       | 2       | 0       | 7      | 4      | +3     | 102            | 5      |
| 3    | Brandon Sargeant | 0       | 2       | 1       | 5      | 7      | −2     | 121            | 2      |
| 4    | Fergal O’Brien   | 0       | 1       | 2       | 3      | 8      | −5     | 40             | 1      |

Einzelergebnisse
| Spiel | Spieler 1        | Ergebnis | Spieler 2        |
| ----- | ---------------- | -------- | ---------------- |
| 1     | Mark Selby       | 13:13    | Fergal O’Brien   |
| 2     | Lü Haotian       | 2:2      | Brandon Sargeant |
| 3     | Lü Haotian       | 03:03    | Fergal O’Brien   |
| 4     | Mark Selby       | 13:13    | Brandon Sargeant |
| 5     | Brandon Sargeant | 2:2      | Fergal O’Brien   |
| 6     | Mark Selby       | 2:2      | Lü Haotian       |

Gruppe 17
Die Spiele der 17. Gruppe fanden am 28. September statt. Die Auftaktniederlage von Neil Robertson gegen Außenseiter Ken Doherty bedeutete schon das Aus für den Favoriten. Der routinierte Ire gab sich danach keine Blöße und zog ungeschlagen in die Zwischenrunde ein.
| Pos. | Spieler          | Partien | Partien | Partien | Frames | Frames | Frames | Höchstes Break | Punkte |
| Pos. | Spieler          | G       | U       | V       | G      | V      | ±      | Höchstes Break | Punkte |
| ---- | ---------------- | ------- | ------- | ------- | ------ | ------ | ------ | -------------- | ------ |
| 1    | Ken Doherty      | 2       | 1       | 0       | 8      | 3      | +5     | 109            | 7      |
| 2    | Neil Robertson   | 1       | 1       | 1       | 6      | 5      | +1     | 125            | 4      |
| 3    | Andrew Higginson | 1       | 0       | 2       | 3      | 7      | −4     | 96             | 3      |
| 4    | Eden Sharav      | 0       | 2       | 1       | 5      | 7      | −2     | 78             | 2      |

Einzelergebnisse
| Spiel | Spieler 1        | Ergebnis | Spieler 2        |
| ----- | ---------------- | -------- | ---------------- |
| 1     | Neil Robertson   | 31:31    | Ken Doherty      |
| 2     | Andrew Higginson | 13:13    | Eden Sharav      |
| 3     | Andrew Higginson | 30:30    | Ken Doherty      |
| 4     | Neil Robertson   | 2:2      | Eden Sharav      |
| 5     | Neil Robertson   | 03:03    | Andrew Higginson |
| 6     | Eden Sharav      | 2:2      | Ken Doherty      |

Gruppe 18
Die Spiele der 18. Gruppe fanden am 18. September statt. Hossein Vafaei hatte nach zwei Siegen beste Chancen auf einen Favoritensturz, ein Unentschieden hätte gereicht, aber er verlor klar mit 0:3 gegen Xiao Guodong, der sich damit den Platz in der Zwischenrunde sicherte.
| Pos. | Spieler        | Partien | Partien | Partien | Frames | Frames | Frames | Höchstes Break | Punkte |
| Pos. | Spieler        | G       | U       | V       | G      | V      | ±      | Höchstes Break | Punkte |
| ---- | -------------- | ------- | ------- | ------- | ------ | ------ | ------ | -------------- | ------ |
| 1    | Xiao Guodong   | 2       | 1       | 0       | 8      | 3      | +5     | 105            | 7      |
| 2    | Hossein Vafaei | 2       | 0       | 1       | 6      | 5      | +1     | 125            | 6      |
| 3    | Farakh Ajaib   | 1       | 0       | 2       | 5      | 6      | −1     | 55             | 3      |
| 4    | Jak Jones      | 0       | 1       | 2       | 3      | 8      | −5     | 84             | 1      |

Einzelergebnisse
| Spiel | Spieler 1      | Ergebnis | Spieler 2      |
| ----- | -------------- | -------- | -------------- |
| 1     | Hossein Vafaei | 13:13    | Jak Jones      |
| 2     | Xiao Guodong   | 13:13    | Farakh Ajaib   |
| 3     | Xiao Guodong   | 2:2      | Jak Jones      |
| 4     | Hossein Vafaei | 13:13    | Farakh Ajaib   |
| 5     | Xiao Guodong   | 03:03    | Hossein Vafaei |
| 6     | Jak Jones      | 30:30    | Farakh Ajaib   |

Gruppe 19
Die Spiele der 19. Gruppe fanden am 29. September statt. In der „thailändischen“ Gruppe hatte Favorit Thepchaiya Un-Nooh gegen Peter Lines Punkte liegengelassen. Deshalb musste er das Entscheidungsspiel gegen seinen jungen Landsmann Sunny Akani unbedingt gewinnen. Im entscheidenden vierten Frame behielt er die Nerven und durch ein 3:1 sicherte er sich den Einzug in die Zwischenrunde.
| Pos. | Spieler            | Partien | Partien | Partien | Frames | Frames | Frames | Höchstes Break | Punkte |
| Pos. | Spieler            | G       | U       | V       | G      | V      | ±      | Höchstes Break | Punkte |
| ---- | ------------------ | ------- | ------- | ------- | ------ | ------ | ------ | -------------- | ------ |
| 1    | Thepchaiya Un-Nooh | 2       | 1       | 0       | 8      | 4      | +4     | 60             | 7      |
| 2    | Sunny Akani        | 2       | 0       | 1       | 7      | 4      | +3     | 76             | 6      |
| 3    | Peter Lines        | 0       | 2       | 1       | 5      | 7      | −2     | 51             | 2      |
| 4    | Lee Walker         | 0       | 1       | 2       | 3      | 8      | −5     | 72             | 1      |

Einzelergebnisse
| Spiel | Spieler 1          | Ergebnis | Spieler 2   |
| ----- | ------------------ | -------- | ----------- |
| 1     | Thepchaiya Un-Nooh | 13:13    | Lee Walker  |
| 2     | Sunny Akani        | 13:13    | Peter Lines |
| 3     | Sunny Akani        | 03:03    | Lee Walker  |
| 4     | Thepchaiya Un-Nooh | 2:2      | Peter Lines |
| 5     | Thepchaiya Un-Nooh | 13:13    | Sunny Akani |
| 6     | Peter Lines        | 2:2      | Lee Walker  |

Gruppe 20
Die Spiele der 20. Gruppe fanden am 4. Oktober statt. Jordan Brown war die große Überraschung der Gruppe. Nach dem überraschend klaren 3:0 im ersten Spiel rang er Favorit Yan Bingtao ein Unentschieden ab. In seinem letzten Spiel musste der Chinese also deutlich vorlegen, damit der Nordire ihn nicht noch überholen würde. Doch Yan schaffte nur ein Unentschieden und Brown erkämpfte sich den Sieg, der ihn in die Zwischenrunde brachte.
| Pos. | Spieler           | Partien | Partien | Partien | Frames | Frames | Frames | Höchstes Break | Punkte |
| Pos. | Spieler           | G       | U       | V       | G      | V      | ±      | Höchstes Break | Punkte |
| ---- | ----------------- | ------- | ------- | ------- | ------ | ------ | ------ | -------------- | ------ |
| 1    | Jordan Brown      | 2       | 1       | 0       | 8      | 3      | +5     | 56             | 7      |
| 2    | Yan Bingtao       | 1       | 2       | 0       | 7      | 4      | +3     | 98             | 5      |
| 3    | Michael White     | 1       | 0       | 2       | 4      | 6      | −2     | 130            | 3      |
| 4    | Stuart Carrington | 0       | 1       | 2       | 2      | 8      | −6     | 64             | 1      |

Einzelergebnisse
| Spiel | Spieler 1         | Ergebnis | Spieler 2         |
| ----- | ----------------- | -------- | ----------------- |
| 1     | Yan Bingtao       | 03:03    | Michael White     |
| 2     | Stuart Carrington | 30:30    | Jordan Brown      |
| 3     | Stuart Carrington | 30:30    | Michael White     |
| 4     | Yan Bingtao       | 2:2      | Jordan Brown      |
| 5     | Yan Bingtao       | 2:2      | Stuart Carrington |
| 6     | Jordan Brown      | 13:13    | Michael White     |

Gruppe 21
Die Spiele der 21. Gruppe fanden am 17. September statt. Am Tag zuvor gab es den ersten 9:0-Sieg, diesmal waren erstmals zwei Spieler punkt- und framegleich. Auch der direkte Vergleich endete unentschieden. Gruppenfavorit David Gilbert setzte sich nur durch, weil ihm in den drei Spielen ein höheres Break gelungen war als seinem Konkurrenten Lu Ning.
| Pos. | Spieler       | Partien | Partien | Partien | Frames | Frames | Frames | Höchstes Break | Punkte |
| Pos. | Spieler       | G       | U       | V       | G      | V      | ±      | Höchstes Break | Punkte |
| ---- | ------------- | ------- | ------- | ------- | ------ | ------ | ------ | -------------- | ------ |
| 1    | David Gilbert | 1       | 2       | 0       | 7      | 5      | +2     | 98             | 5      |
| 2    | Lu Ning       | 1       | 2       | 0       | 7      | 5      | +2     | 70             | 5      |
| 3    | Aaron Hill    | 1       | 0       | 2       | 5      | 7      | −2     | 58             | 3      |
| 4    | Xu Si         | 0       | 2       | 1       | 5      | 7      | −2     | 121            | 2      |

Einzelergebnisse
| Spiel | Spieler 1     | Ergebnis | Spieler 2  |
| ----- | ------------- | -------- | ---------- |
| 1     | David Gilbert | 13:13    | Aaron Hill |
| 2     | Lu Ning       | 2:2      | Xu Si      |
| 3     | Lu Ning       | 13:13    | Aaron Hill |
| 4     | David Gilbert | 2:2      | Xu Si      |
| 5     | Xu Si         | 31:31    | Aaron Hill |
| 6     | David Gilbert | 2:2      | Lu Ning    |

Gruppe 22
Die Spiele der 22. Gruppe fanden am 30. September statt. Favorit Scott Donaldson setzte sich ungeschlagen durch und konnte sich im letzten Spiel gegen den stärksten Konkurrenten Chris Wakelin ein Unentschieden leisten.
| Pos. | Spieler         | Partien | Partien | Partien | Frames | Frames | Frames | Höchstes Break | Punkte |
| Pos. | Spieler         | G       | U       | V       | G      | V      | ±      | Höchstes Break | Punkte |
| ---- | --------------- | ------- | ------- | ------- | ------ | ------ | ------ | -------------- | ------ |
| 1    | Scott Donaldson | 2       | 1       | 0       | 8      | 3      | +5     | 107            | 7      |
| 2    | Chris Wakelin   | 1       | 2       | 0       | 7      | 4      | +3     | 76             | 5      |
| 3    | Ashley Carty    | 0       | 2       | 1       | 4      | 7      | −3     | 64             | 2      |
| 4    | Barry Pinches   | 0       | 1       | 2       | 3      | 8      | −5     | 69             | 1      |

Einzelergebnisse
| Spiel | Spieler 1       | Ergebnis | Spieler 2     |
| ----- | --------------- | -------- | ------------- |
| 1     | Scott Donaldson | 03:03    | Ashley Carty  |
| 2     | Chris Wakelin   | 03:03    | Barry Pinches |
| 3     | Chris Wakelin   | 2:2      | Ashley Carty  |
| 4     | Scott Donaldson | 13:13    | Barry Pinches |
| 5     | Scott Donaldson | 2:2      | Chris Wakelin |
| 6     | Barry Pinches   | 2:2      | Ashley Carty  |

Gruppe 23
Die Spiele der 23. Gruppe fanden am 30. September statt. Nach seinem Auftaktsieg gelang Gruppenfavorit Jimmy Robertson kein Sieg mehr. Obwohl Mark King nur mit einem Unentschieden startete, nutzte er die Chance und zog mit zwei Siegen in den folgenden Spielen in die Zwischenrunde ein.
| Pos. | Spieler         | Partien | Partien | Partien | Frames | Frames | Frames | Höchstes Break | Punkte |
| Pos. | Spieler         | G       | U       | V       | G      | V      | ±      | Höchstes Break | Punkte |
| ---- | --------------- | ------- | ------- | ------- | ------ | ------ | ------ | -------------- | ------ |
| 1    | Mark King       | 2       | 1       | 0       | 8      | 4      | +4     | 76             | 7      |
| 2    | David Grace     | 1       | 1       | 1       | 6      | 6      | ±0     | 116            | 4      |
| 3    | Allan Taylor    | 1       | 0       | 2       | 5      | 7      | −2     | 94             | 3      |
| 4    | Jimmy Robertson | 1       | 0       | 2       | 5      | 7      | −2     | 80             | 3      |

Einzelergebnisse
| Spiel | Spieler 1       | Ergebnis | Spieler 2    |
| ----- | --------------- | -------- | ------------ |
| 1     | Jimmy Robertson | 13:13    | Allan Taylor |
| 2     | Mark King       | 2:2      | David Grace  |
| 3     | Mark King       | 13:13    | Allan Taylor |
| 4     | Jimmy Robertson | 31:31    | David Grace  |
| 5     | Jimmy Robertson | 31:31    | Mark King    |
| 6     | David Grace     | 31:31    | Allan Taylor |

Gruppe 24
Die Spiele der 24. Gruppe fanden am 3. Oktober statt. Daniel Wells war am Tag zuvor positiv auf Covid-19 getestet worden, deshalb musste zum zweiten Mal in Folge eine Gruppe mit nur 3 Teilnehmern entschieden werden. Um auf 6 Gruppenspiele zu kommen, traten die Spieler in Hin- und Rückspiel gegeneinander an. Dabei dominierte der Weltranglistensechste Kyren Wilson uneingeschränkt und zog als zweiter Spieler ohne jeden Punkt- und Frameverlust in die Zwischenrunde ein.
| Pos. | Spieler       | Partien | Partien | Partien | Frames | Frames | Frames | Höchstes Break | Punkte |
| Pos. | Spieler       | G       | U       | V       | G      | V      | ±      | Höchstes Break | Punkte |
| ---- | ------------- | ------- | ------- | ------- | ------ | ------ | ------ | -------------- | ------ |
| 1    | Kyren Wilson  | 4       | 0       | 0       | 12     | 0      | +12    | 125            | 12     |
| 2    | Duane Jones   | 1       | 0       | 3       | 4      | 9      | −5     | – 1            | 3      |
| 3    | Kuldesh Johal | 1       | 0       | 3       | 3      | 10     | −7     | 53             | 3      |

Einzelergebnisse
| Spiel | Spieler 1    | Ergebnis | Spieler 2     |
| ----- | ------------ | -------- | ------------- |
| 1     | Kyren Wilson | 03:03    | Kuldesh Johal |
| 2     | Duane Jones  | 03:03    | Kuldesh Johal |
| 3     | Kyren Wilson | 03:03    | Duane Jones   |
| 4     | Kyren Wilson | 03:03    | Kuldesh Johal |
| 5     | Duane Jones  | 31:31    | Kuldesh Johal |
| 6     | Kyren Wilson | 03:03    | Duane Jones   |

Gruppe 25
Die Spiele der 25. Gruppe fanden am 1. Oktober statt. Die Nummer 7 der Welt, John Higgins, gewann wie viele Favoriten zwei Spiele und sicherte den Gruppensieg mit einem Unentschieden ab. Amine Amiri war dagegen der erste Spieler, der ohne Punkt- und Framegewinn blieb.
| Pos. | Spieler        | Partien | Partien | Partien | Frames | Frames | Frames | Höchstes Break | Punkte |
| Pos. | Spieler        | G       | U       | V       | G      | V      | ±      | Höchstes Break | Punkte |
| ---- | -------------- | ------- | ------- | ------- | ------ | ------ | ------ | -------------- | ------ |
| 1    | John Higgins   | 2       | 1       | 0       | 8      | 3      | +5     | 126            | 7      |
| 2    | Joe O’Connor   | 1       | 2       | 0       | 7      | 4      | +3     | 107            | 5      |
| 3    | Brian Ochoiski | 1       | 1       | 1       | 6      | 5      | +1     | 85             | 4      |
| 4    | Amine Amiri    | 0       | 0       | 3       | 0      | 9      | −9     | – 1            | 0      |

Einzelergebnisse
| Spiel | Spieler 1    | Ergebnis | Spieler 2      |
| ----- | ------------ | -------- | -------------- |
| 1     | John Higgins | 13:13    | Brian Ochoiski |
| 2     | Joe O’Connor | 03:03    | Amine Amiri    |
| 3     | Joe O’Connor | 2:2      | Brian Ochoiski |
| 4     | John Higgins | 03:03    | Amine Amiri    |
| 5     | John Higgins | 2:2      | Joe O’Connor   |
| 6     | Amine Amiri  | 30:30    | Brian Ochoiski |

Gruppe 26
Die Spiele der 26. Gruppe fanden am 1. Oktober statt. Nachdem Favorit Kurt Maflin gegen Martin Gould ausgelassen hatte, dieser aber gegen Simon Lichtenberg verloren hatte, hatte der Deutsche im letzten Spiel sogar noch die Chance auf den Gruppensieg. Doch er verlor und landete auf dem letzten Platz, während Gould in die Zwischenrunde einzog.
| Pos. | Spieler           | Partien | Partien | Partien | Frames | Frames | Frames | Höchstes Break | Punkte |
| Pos. | Spieler           | G       | U       | V       | G      | V      | ±      | Höchstes Break | Punkte |
| ---- | ----------------- | ------- | ------- | ------- | ------ | ------ | ------ | -------------- | ------ |
| 1    | Martin Gould      | 2       | 0       | 1       | 7      | 5      | +2     | 104            | 6      |
| 2    | Igor Figueiredo   | 1       | 1       | 1       | 6      | 6      | ±0     | 70             | 4      |
| 3    | Kurt Maflin       | 1       | 1       | 1       | 6      | 6      | ±0     | 60             | 4      |
| 4    | Simon Lichtenberg | 1       | 0       | 2       | 5      | 7      | −2     | 61             | 3      |

Einzelergebnisse
| Spiel | Spieler 1       | Ergebnis | Spieler 2         |
| ----- | --------------- | -------- | ----------------- |
| 1     | Kurt Maflin     | 13:13    | Simon Lichtenberg |
| 2     | Martin Gould    | 13:13    | Igor Figueiredo   |
| 3     | Martin Gould    | 31:31    | Simon Lichtenberg |
| 4     | Kurt Maflin     | 2:2      | Igor Figueiredo   |
| 5     | Kurt Maflin     | 31:31    | Martin Gould      |
| 6     | Igor Figueiredo | 13:13    | Simon Lichtenberg |

Gruppe 27
Die Spiele der 27. Gruppe fanden am 2. Oktober statt. Luca Brecel hätte im letzten Spiel nur noch ein Unentschieden benötigt, um weiterzukommen, aber der favorisierte Tom Ford rettete mit 3:1 den Einzug in die Zwischenrunde. Damit schied auch der Titelverteidiger früh aus.
| Pos. | Spieler       | Partien | Partien | Partien | Frames | Frames | Frames | Höchstes Break | Punkte |
| Pos. | Spieler       | G       | U       | V       | G      | V      | ±      | Höchstes Break | Punkte |
| ---- | ------------- | ------- | ------- | ------- | ------ | ------ | ------ | -------------- | ------ |
| 1    | Tom Ford      | 2       | 1       | 0       | 8      | 3      | +5     | 123            | 7      |
| 2    | Luca Brecel   | 2       | 0       | 1       | 7      | 4      | +3     | 77             | 6      |
| 3    | Mitchell Mann | 1       | 1       | 1       | 5      | 6      | −1     | 65             | 4      |
| 4    | Ashley Hugill | 0       | 0       | 3       | 2      | 9      | −7     | – 1            | 0      |

Einzelergebnisse
| Spiel | Spieler 1     | Ergebnis | Spieler 2     |
| ----- | ------------- | -------- | ------------- |
| 1     | Tom Ford      | 03:03    | Ashley Hugill |
| 2     | Luca Brecel   | 03:03    | Mitchell Mann |
| 3     | Luca Brecel   | 13:13    | Ashley Hugill |
| 4     | Tom Ford      | 2:2      | Mitchell Mann |
| 5     | Tom Ford      | 13:13    | Luca Brecel   |
| 6     | Mitchell Mann | 13:13    | Ashley Hugill |

Gruppe 28
Die Spiele der 28. Gruppe fanden am 2. Oktober statt. Vor Beginn des zweiten Turnierabschnitts war bereits der Favorit Mark Williams ausgefallen und durch den Amateurspieler Haydon Pinhey ersetzt worden. Dann versagte auch noch der Corona-Test der Nummer 2 Lei Peifan und brachte kein Ergebnis, weshalb er vorsorglich zurückgezogen werden musste. Kurzfristig konnte kein Ersatz einspringen, deshalb wurde die Gruppe als 3er-Gruppe mit Hin- und Rückspielen ausgetragen, um trotzdem auf 6 Spiele zu kommen. Pinhey hatte gegen die beiden Profis keine Chance, im direkten Vergleich bezwang Jamie Clarke den höher platzierten Mark Joyce und holte sich den Gruppensieg.
| Pos. | Spieler       | Partien | Partien | Partien | Frames | Frames | Frames | Höchstes Break | Punkte |
| Pos. | Spieler       | G       | U       | V       | G      | V      | ±      | Höchstes Break | Punkte |
| ---- | ------------- | ------- | ------- | ------- | ------ | ------ | ------ | -------------- | ------ |
| 1    | Jamie Clarke  | 3       | 1       | 0       | 11     | 3      | +8     | 130            | 10     |
| 2    | Mark Joyce    | 2       | 1       | 1       | 9      | 6      | +3     | 82             | 7      |
| 3    | Haydon Pinhey | 0       | 0       | 4       | 1      | 12     | −11    | 52             | 0      |

Einzelergebnisse
| Spiel | Spieler 1    | Ergebnis | Spieler 2     |
| ----- | ------------ | -------- | ------------- |
| 1     | Mark Joyce   | 2:2      | Jamie Clarke  |
| 2     | Jamie Clarke | 03:03    | Haydon Pinhey |
| 3     | Mark Joyce   | 03:03    | Haydon Pinhey |
| 4     | Mark Joyce   | 31:31    | Jamie Clarke  |
| 5     | Jamie Clarke | 03:03    | Haydon Pinhey |
| 6     | Mark Joyce   | 13:13    | Haydon Pinhey |

Gruppe 29
Die Spiele der 29. Gruppe fanden am 4. Oktober statt. Es war die einzige Gruppe mit drei punktgleichen Spielern. Trotzdem kam der Favorit Joe Perry weiter, weil er sich im letzten Spiel den einen notwendigen Frame für das bessere Frameverhältnis holte. Kacper Filipiak blieb dagegen als zweiter Spieler ohne Punkt und Frame.
| Pos. | Spieler          | Partien | Partien | Partien | Frames | Frames | Frames | Höchstes Break | Punkte |
| Pos. | Spieler          | G       | U       | V       | G      | V      | ±      | Höchstes Break | Punkte |
| ---- | ---------------- | ------- | ------- | ------- | ------ | ------ | ------ | -------------- | ------ |
| 1    | Joe Perry        | 2       | 0       | 1       | 7      | 3      | +4     | 112            | 6      |
| 2    | Elliot Slessor   | 2       | 0       | 1       | 7      | 4      | +3     | 57             | 6      |
| 3    | Steven Hallworth | 2       | 0       | 1       | 6      | 4      | +2     | 73             | 6      |
| 4    | Kacper Filipiak  | 0       | 0       | 3       | 0      | 9      | −9     | 59             | 0      |

Einzelergebnisse
| Spiel | Spieler 1       | Ergebnis | Spieler 2        |
| ----- | --------------- | -------- | ---------------- |
| 1     | Joe Perry       | 03:03    | Steven Hallworth |
| 2     | Elliot Slessor  | 03:03    | Kacper Filipiak  |
| 3     | Elliot Slessor  | 31:31    | Steven Hallworth |
| 4     | Joe Perry       | 03:03    | Kacper Filipiak  |
| 5     | Joe Perry       | 31:31    | Elliot Slessor   |
| 6     | Kacper Filipiak | 30:30    | Steven Hallworth |

Gruppe 30
Die Spiele der 30. Gruppe fanden am 3. Oktober statt. Das vorletzte Spiel zwischen Mark Davis und Ali Carter wurde zum Entscheidungsspiel, nur der Sieger konnte die Zwischenrunde erreichen. Davis gewann mit 3:0 und stürzte damit den Favoriten.
| Pos. | Spieler              | Partien | Partien | Partien | Frames | Frames | Frames | Höchstes Break | Punkte |
| Pos. | Spieler              | G       | U       | V       | G      | V      | ±      | Höchstes Break | Punkte |
| ---- | -------------------- | ------- | ------- | ------- | ------ | ------ | ------ | -------------- | ------ |
| 1    | Mark Davis           | 2       | 1       | 0       | 8      | 2      | +6     | 121            | 7      |
| 2    | Chang Bingyu         | 1       | 2       | 0       | 7      | 5      | +2     | 126            | 5      |
| 3    | Ali Carter           | 1       | 1       | 1       | 5      | 6      | −1     | 72             | 4      |
| 4    | Jamie Curtis-Barrett | 0       | 0       | 3       | 2      | 9      | −7     | – 1            | 0      |

Einzelergebnisse
| Spiel | Spieler 1    | Ergebnis | Spieler 2            |
| ----- | ------------ | -------- | -------------------- |
| 1     | Ali Carter   | 13:13    | Jamie Curtis-Barrett |
| 2     | Mark Davis   | 2:2      | Chang Bingyu         |
| 3     | Mark Davis   | 13:13    | Jamie Curtis-Barrett |
| 4     | Ali Carter   | 2:2      | Chang Bingyu         |
| 5     | Ali Carter   | 30:30    | Mark Davis           |
| 6     | Chang Bingyu | 13:13    | Jamie Curtis-Barrett |

Gruppe 31
Die Spiele der 31. Gruppe fanden am 5. Oktober statt. Favorit Noppon Saengkham konnte nur einen einzigen Punkt erzielen. Oliver Lines hätte im letzten Spiel nur ein Unentschieden gebraucht, doch er verlor 1:3 gegen Robbie Williams. Doch nicht der Engländer profitierte, sondern der Chinese Tian Pengfei, und das nur, weil er ein höheres Break erzielt hatte.
| Pos. | Spieler          | Partien | Partien | Partien | Frames | Frames | Frames | Höchstes Break | Punkte |
| Pos. | Spieler          | G       | U       | V       | G      | V      | ±      | Höchstes Break | Punkte |
| ---- | ---------------- | ------- | ------- | ------- | ------ | ------ | ------ | -------------- | ------ |
| 1    | Tian Pengfei     | 1       | 2       | 0       | 7      | 5      | +2     | 122            | 5      |
| 2    | Robbie Williams  | 1       | 2       | 0       | 7      | 5      | +2     | 112            | 5      |
| 3    | Oliver Lines     | 1       | 1       | 1       | 6      | 5      | +1     | 133            | 4      |
| 4    | Noppon Saengkham | 0       | 1       | 2       | 3      | 8      | −5     | 52             | 1      |

Einzelergebnisse
| Spiel | Spieler 1        | Ergebnis | Spieler 2       |
| ----- | ---------------- | -------- | --------------- |
| 1     | Noppon Saengkham | 30:30    | Oliver Lines    |
| 2     | Tian Pengfei     | 2:2      | Robbie Williams |
| 3     | Tian Pengfei     | 2:2      | Oliver Lines    |
| 4     | Noppon Saengkham | 2:2      | Robbie Williams |
| 5     | Noppon Saengkham | 31:31    | Tian Pengfei    |
| 6     | Robbie Williams  | 13:13    | Oliver Lines    |

Gruppe 32
Die Spiele der 32. Gruppe fanden am 5. Oktober statt. Ursprünglich war Weltmeister Ronnie O’Sullivan in dieser Gruppe, er fiel aber kurzfristig aus und wurde durch John Astley ersetzt. Damit rückte Li Hang zum Favoriten auf und mit drei Siegen wurde er der Rolle auch gerecht.
| Pos. | Spieler      | Partien | Partien | Partien | Frames | Frames | Frames | Höchstes Break | Punkte |
| Pos. | Spieler      | G       | U       | V       | G      | V      | ±      | Höchstes Break | Punkte |
| ---- | ------------ | ------- | ------- | ------- | ------ | ------ | ------ | -------------- | ------ |
| 1    | Li Hang      | 3       | 0       | 0       | 9      | 3      | +6     | 95             | 9      |
| 2    | John Astley  | 1       | 1       | 1       | 6      | 6      | ±0     | 83             | 4      |
| 3    | Iulian Boiko | 0       | 2       | 1       | 5      | 7      | −2     | 80             | 2      |
| 4    | Alex Borg    | 0       | 1       | 2       | 4      | 8      | −4     | 95             | 1      |

Einzelergebnisse
| Spiel | Spieler 1   | Ergebnis | Spieler 2    |
| ----- | ----------- | -------- | ------------ |
| 1     | John Astley | 2:2      | Iulian Boiko |
| 2     | Li Hang     | 13:13    | Alex Borg    |
| 3     | Li Hang     | 13:13    | Iulian Boiko |
| 4     | John Astley | 13:13    | Alex Borg    |
| 5     | John Astley | 31:31    | Li Hang      |
| 6     | Alex Borg   | 2:2      | Iulian Boiko |

### Zwischenrunde
Die 32 Gruppensieger der Auftaktrunde wurden in acht Gruppen aufgeteilt. Im Modus Jeder gegen jeden wurden 8 Gruppensieger ermittelt, die dann die nächste Runde erreichten. Die Spiele fanden vom 26. bis 29. Oktober statt, wobei an jedem Tag 2 Gruppen entschieden wurden.
Alle Gruppenspiele wurden im Modus Best of 4 ausgetragen.
Gruppe A
Die Spiele der Gruppe A fanden am 26. Oktober statt. Mit einem souveränen 3:0-Sieg im Entscheidungsspiel machte Favorit Judd Trump ein vorangegangenes Unentschieden wett und zog in die dritte Gruppenphase ein.
| Pos. | Spieler        | Partien | Partien | Partien | Frames | Frames | Frames | Höchstes Break | Punkte |
| Pos. | Spieler        | G       | U       | V       | G      | V      | ±      | Höchstes Break | Punkte |
| ---- | -------------- | ------- | ------- | ------- | ------ | ------ | ------ | -------------- | ------ |
| 1    | Judd Trump     | 2       | 1       | 0       | 8      | 3      | +5     | 124            | 7      |
| 2    | Barry Hawkins  | 2       | 0       | 1       | 6      | 3      | +3     | 143            | 6      |
| 3    | Ryan Day       | 1       | 1       | 1       | 5      | 6      | −1     | 100            | 4      |
| 4    | Robert Milkins | 0       | 0       | 3       | 2      | 9      | −7     | – 1            | 0      |

Einzelergebnisse
| Spiel | Spieler 1     | Ergebnis | Spieler 2      |
| ----- | ------------- | -------- | -------------- |
| 1     | Judd Trump    | 13:13    | Robert Milkins |
| 2     | Barry Hawkins | 03:03    | Ryan Day       |
| 3     | Barry Hawkins | 03:03    | Robert Milkins |
| 4     | Judd Trump    | 2:2      | Ryan Day       |
| 5     | Ryan Day      | 13:13    | Robert Milkins |
| 6     | Judd Trump    | 03:03    | Barry Hawkins  |

Gruppe B
Die Spiele der Gruppe B fanden am 27. Oktober statt. Shaun Murphy verlor sein Auftaktspiel, während Zhou Yuelong mit 2 Siegen, darunter ein 3:0 mit 3 Centurys ohne einen gegnerischen Punkt ins Entscheidungsspiel ging. Ein Unentschieden reichte deshalb dem Chinesen und er kam weiter.
| Pos. | Spieler      | Partien | Partien | Partien | Frames | Frames | Frames | Höchstes Break | Punkte |
| Pos. | Spieler      | G       | U       | V       | G      | V      | ±      | Höchstes Break | Punkte |
| ---- | ------------ | ------- | ------- | ------- | ------ | ------ | ------ | -------------- | ------ |
| 1    | Zhou Yuelong | 2       | 1       | 0       | 8      | 3      | +5     | 134            | 7      |
| 2    | Shaun Murphy | 1       | 1       | 1       | 6      | 6      | ±0     | 102            | 4      |
| 3    | Matthew Selt | 1       | 0       | 2       | 5      | 7      | −2     | 108            | 3      |
| 4    | Dominic Dale | 1       | 0       | 2       | 4      | 7      | −3     | 79             | 3      |

Einzelergebnisse
| Spiel | Spieler 1    | Ergebnis | Spieler 2    |
| ----- | ------------ | -------- | ------------ |
| 1     | Shaun Murphy | 31:31    | Dominic Dale |
| 2     | Zhou Yuelong | 13:13    | Matthew Selt |
| 3     | Zhou Yuelong | 03:03    | Dominic Dale |
| 4     | Shaun Murphy | 13:13    | Matthew Selt |
| 5     | Matthew Selt | 13:13    | Dominic Dale |
| 6     | Shaun Murphy | 2:2      | Zhou Yuelong |

Gruppe C
Die Spiele der Gruppe C fanden am 26. Oktober statt. Favorit Stuart Bingham gelang kein einziger Sieg und er wurde abgeschlagen Letzter. Zwei Chinesen machten den Sieg unter sich aus und dank des direkten Duells setzte sich Zhao Xintong in dieser Gruppe durch.
| Pos. | Spieler               | Partien | Partien | Partien | Frames | Frames | Frames | Höchstes Break | Punkte |
| Pos. | Spieler               | G       | U       | V       | G      | V      | ±      | Höchstes Break | Punkte |
| ---- | --------------------- | ------- | ------- | ------- | ------ | ------ | ------ | -------------- | ------ |
| 1    | Zhao Xintong          | 2       | 1       | 0       | 8      | 3      | +5     | 72             | 7      |
| 2    | Luo Honghao           | 1       | 1       | 1       | 6      | 6      | ±0     | 111            | 4      |
| 3    | Alexander Ursenbacher | 0       | 3       | 0       | 6      | 6      | ±0     | 90             | 3      |
| 4    | Stuart Bingham        | 0       | 1       | 2       | 3      | 8      | −5     | 129            | 1      |

Einzelergebnisse
| Spiel | Spieler 1      | Ergebnis | Spieler 2             |
| ----- | -------------- | -------- | --------------------- |
| 1     | Zhao Xintong   | 2:2      | Alexander Ursenbacher |
| 2     | Stuart Bingham | 31:31    | Luo Honghao           |
| 3     | Stuart Bingham | 2:2      | Alexander Ursenbacher |
| 4     | Zhao Xintong   | 13:13    | Luo Honghao           |
| 5     | Stuart Bingham | 30:30    | Zhao Xintong          |
| 6     | Luo Honghao    | 2:2      | Alexander Ursenbacher |

Gruppe D
Die Spiele der Gruppe D fanden am 27. Oktober statt. 2 Siege mit 3:0 und ein Unentschieden gegen den größten Konkurrenten machten den Weg frei für Mark Selby in die letzte Gruppenrunde.
| Pos. | Spieler       | Partien | Partien | Partien | Frames | Frames | Frames | Höchstes Break | Punkte |
| Pos. | Spieler       | G       | U       | V       | G      | V      | ±      | Höchstes Break | Punkte |
| ---- | ------------- | ------- | ------- | ------- | ------ | ------ | ------ | -------------- | ------ |
| 1    | Mark Selby    | 2       | 1       | 0       | 8      | 2      | +6     | 128            | 7      |
| 2    | Graeme Dott   | 1       | 2       | 0       | 7      | 4      | +3     | 139            | 5      |
| 3    | Jamie O’Neill | 1       | 0       | 2       | 3      | 7      | −4     | 54             | 3      |
| 4    | Rory McLeod   | 0       | 1       | 2       | 3      | 8      | −5     | 63             | 1      |

Einzelergebnisse
| Spiel | Spieler 1     | Ergebnis | Spieler 2     |
| ----- | ------------- | -------- | ------------- |
| 1     | Graeme Dott   | 03:03    | Jamie O’Neill |
| 2     | Mark Selby    | 03:03    | Rory McLeod   |
| 3     | Mark Selby    | 03:03    | Jamie O’Neill |
| 4     | Graeme Dott   | 2:2      | Rory McLeod   |
| 5     | Mark Selby    | 2:2      | Graeme Dott   |
| 6     | Jamie O’Neill | 13:13    | Rory McLeod   |

Gruppe E
Die Spiele der Gruppe E fanden am 28. Oktober statt. Keinem Spieler gelang mehr als ein Sieg und so setzte sich der große Außenseiter Ken Doherty in der knappsten Gruppenentscheidung der zweiten Runde mit nur 5 Punkten und nur dank eines um 4 Punkte höheren Breaks durch.
| Pos. | Spieler            | Partien | Partien | Partien | Frames | Frames | Frames | Höchstes Break | Punkte |
| Pos. | Spieler            | G       | U       | V       | G      | V      | ±      | Höchstes Break | Punkte |
| ---- | ------------------ | ------- | ------- | ------- | ------ | ------ | ------ | -------------- | ------ |
| 1    | Ken Doherty        | 1       | 2       | 0       | 7      | 5      | +2     | 139            | 5      |
| 2    | Thepchaiya Un-Nooh | 1       | 2       | 0       | 7      | 5      | +2     | 135            | 5      |
| 3    | Xiao Guodong       | 1       | 1       | 1       | 6      | 6      | ±0     | 73             | 4      |
| 4    | Jordan Brown       | 0       | 1       | 2       | 4      | 8      | −4     | 92             | 1      |

Einzelergebnisse
| Spiel | Spieler 1          | Ergebnis | Spieler 2    |
| ----- | ------------------ | -------- | ------------ |
| 1     | Xiao Guodong       | 13:13    | Jordan Brown |
| 2     | Thepchaiya Un-Nooh | 2:2      | Ken Doherty  |
| 3     | Thepchaiya Un-Nooh | 13:13    | Jordan Brown |
| 4     | Xiao Guodong       | 31:31    | Ken Doherty  |
| 5     | Thepchaiya Un-Nooh | 2:2      | Xiao Guodong |
| 6     | Jordan Brown       | 2:2      | Ken Doherty  |

Gruppe F
Die Spiele der Gruppe F fanden am 28. Oktober statt. Kyren Wilson und Scott Donaldson hatten beide ihre Auftaktmatches 3:0 gewonnen und dann gegeneinander unentschieden gespielt. Im Fernduell strauchelte der Schotte, während Favorit Wilson mit einem 3:0 souverän den Gruppensieg holte.
| Pos. | Spieler         | Partien | Partien | Partien | Frames | Frames | Frames | Höchstes Break | Punkte |
| Pos. | Spieler         | G       | U       | V       | G      | V      | ±      | Höchstes Break | Punkte |
| ---- | --------------- | ------- | ------- | ------- | ------ | ------ | ------ | -------------- | ------ |
| 1    | Kyren Wilson    | 2       | 1       | 0       | 8      | 2      | +6     | 110            | 7      |
| 2    | Scott Donaldson | 1       | 1       | 1       | 6      | 5      | +1     | 89             | 4      |
| 3    | Mark King       | 1       | 0       | 2       | 4      | 7      | −3     | 64             | 3      |
| 4    | David Gilbert   | 1       | 0       | 2       | 3      | 7      | −4     | 125            | 3      |

Einzelergebnisse
| Spiel | Spieler 1       | Ergebnis | Spieler 2       |
| ----- | --------------- | -------- | --------------- |
| 1     | Kyren Wilson    | 03:03    | Mark King       |
| 2     | David Gilbert   | 30:30    | Scott Donaldson |
| 3     | David Gilbert   | 13:13    | Mark King       |
| 4     | Kyren Wilson    | 2:2      | Scott Donaldson |
| 5     | Scott Donaldson | 31:31    | Mark King       |
| 6     | Kyren Wilson    | 03:03    | David Gilbert   |

Gruppe G
Die Spiele der Gruppe G fanden am 29. Oktober statt. Trotz einer Niederlage setzte sich Favorit John Higgins durch, weil sein Bezwinger Martin Gould die Chance nicht nutzte und zweimal nur unentschieden spielte.
| Pos. | Spieler      | Partien | Partien | Partien | Frames | Frames | Frames | Höchstes Break | Punkte |
| Pos. | Spieler      | G       | U       | V       | G      | V      | ±      | Höchstes Break | Punkte |
| ---- | ------------ | ------- | ------- | ------- | ------ | ------ | ------ | -------------- | ------ |
| 1    | John Higgins | 2       | 0       | 1       | 6      | 3      | +3     | 70             | 6      |
| 2    | Martin Gould | 1       | 2       | 0       | 7      | 4      | +3     | 70             | 5      |
| 3    | Jamie Clarke | 0       | 2       | 1       | 4      | 7      | −3     | 54 *           | 2      |
| 4    | Tom Ford     | 0       | 2       | 1       | 4      | 7      | −3     | 69 *           | 2      |

Einzelergebnisse
| Spiel | Spieler 1    | Ergebnis | Spieler 2    |
| ----- | ------------ | -------- | ------------ |
| 1     | John Higgins | 03:03    | Jamie Clarke |
| 2     | Tom Ford     | 2:2      | Martin Gould |
| 3     | Tom Ford     | 2:2      | Jamie Clarke |
| 4     | John Higgins | 30:30    | Martin Gould |
| 5     | Martin Gould | 2:2      | Jamie Clarke |
| 6     | John Higgins | 03:03    | Tom Ford     |

Gruppe H
Die Spiele der Gruppe H fanden am 29. Oktober statt. Favorit Joe Perry setzte sich ungefährdet durch, weil er zweimal gewann und sich alle Konkurrenten die Punkte durch Unentschieden gegenseitig wegnahmen.
| Pos. | Spieler      | Partien | Partien | Partien | Frames | Frames | Frames | Höchstes Break | Punkte |
| Pos. | Spieler      | G       | U       | V       | G      | V      | ±      | Höchstes Break | Punkte |
| ---- | ------------ | ------- | ------- | ------- | ------ | ------ | ------ | -------------- | ------ |
| 1    | Joe Perry    | 2       | 1       | 0       | 8      | 3      | +5     | 138            | 7      |
| 2    | Mark Davis   | 0       | 3       | 0       | 6      | 6      | ±0     | 78             | 3      |
| 3    | Tian Pengfei | 0       | 2       | 1       | 5      | 7      | −2     | 82             | 2      |
| 4    | Li Hang      | 0       | 2       | 1       | 4      | 7      | −3     | 79             | 2      |

Einzelergebnisse
| Spiel | Spieler 1    | Ergebnis | Spieler 2    |
| ----- | ------------ | -------- | ------------ |
| 1     | Mark Davis   | 2:2      | Li Hang      |
| 2     | Joe Perry    | 13:13    | Tian Pengfei |
| 3     | Joe Perry    | 03:03    | Li Hang      |
| 4     | Mark Davis   | 2:2      | Tian Pengfei |
| 5     | Joe Perry    | 2:2      | Mark Davis   |
| 6     | Tian Pengfei | 2:2      | Li Hang      |

### Endrunde
Die 8 Gruppensieger der Zwischenrunde wurden in zwei Gruppen aufgeteilt. Im Modus Jeder gegen jeden werden an parallelen Tischen die beiden Gruppensieger ermittelt, die dann das Finalmatch austragen. Alle Spiele finden am 30. Oktober statt.
Alle Gruppenspiele werden im Modus Best of 4 ausgetragen.
Gruppe 1
Die Spiele der Endrundengruppe 1 fanden am 30. Oktober statt. Bereits nach zwei Spielen stand Judd Trump als Gruppensieger fest und konnte daher die abschließende 0:3-Niederlage verschmerzen.
| Pos. | Spieler      | Partien | Partien | Partien | Frames | Frames | Frames | Höchstes Break | Punkte |
| Pos. | Spieler      | G       | U       | V       | G      | V      | ±      | Höchstes Break | Punkte |
| ---- | ------------ | ------- | ------- | ------- | ------ | ------ | ------ | -------------- | ------ |
| 1    | Judd Trump   | 2       | 0       | 1       | 6      | 4      | +2     | 60             | 6      |
| 2    | Zhao Xintong | 1       | 1       | 1       | 6      | 5      | +1     | 117            | 4      |
| 3    | Zhou Yuelong | 1       | 1       | 1       | 5      | 6      | −1     | 102            | 4      |
| 4    | Mark Selby   | 1       | 0       | 2       | 4      | 6      | −2     | 134            | 3      |

Einzelergebnisse
| Spiel | Spieler 1    | Ergebnis | Spieler 2    |
| ----- | ------------ | -------- | ------------ |
| 1     | Judd Trump   | 13:13    | Zhao Xintong |
| 2     | Mark Selby   | 31:31    | Zhou Yuelong |
| 3     | Mark Selby   | 30:30    | Zhao Xintong |
| 4     | Judd Trump   | 03:03    | Zhou Yuelong |
| 5     | Zhou Yuelong | 2:2      | Zhao Xintong |
| 6     | Judd Trump   | 30:30    | Mark Selby   |

Gruppe 2
Die Spiele der Endrundengruppe 2 fanden am 30. Oktober statt. Auch der zweite Favorit Kyren Wilson setzte sich mit minimalem Aufwand durch. Im abschließenden Entscheidungsspiel gegen John Higgins holte er nur den einen Frame, den er für das bessere Frameverhältnis noch benötigte. Den dadurch bedeutungslos gewordenen 3:1-Sieg vollendete Higgins mit einem Maximum Break.
| Pos. | Spieler      | Partien | Partien | Partien | Frames | Frames | Frames | Höchstes Break | Punkte |
| Pos. | Spieler      | G       | U       | V       | G      | V      | ±      | Höchstes Break | Punkte |
| ---- | ------------ | ------- | ------- | ------- | ------ | ------ | ------ | -------------- | ------ |
| 1    | Kyren Wilson | 2       | 0       | 1       | 7      | 4      | +3     | 100            | 6      |
| 2    | John Higgins | 2       | 0       | 1       | 6      | 4      | +2     | 147            | 6      |
| 3    | Ken Doherty  | 1       | 1       | 1       | 6      | 5      | +1     | 122            | 4      |
| 4    | Joe Perry    | 0       | 1       | 2       | 2      | 8      | −6     | 74             | 1      |

Einzelergebnisse
| Spiel | Spieler 1    | Ergebnis | Spieler 2    |
| ----- | ------------ | -------- | ------------ |
| 1     | John Higgins | 03:03    | Joe Perry    |
| 2     | Kyren Wilson | 13:13    | Ken Doherty  |
| 3     | Kyren Wilson | 03:03    | Joe Perry    |
| 4     | John Higgins | 30:30    | Ken Doherty  |
| 5     | Kyren Wilson | 31:31    | John Higgins |
| 6     | Joe Perry    | 2:2      | Ken Doherty  |

### Finale
Die Sieger der beiden Endrundengruppen bestritten am 30. Oktober das Turnierfinale im Best-of-5-Modus.
| Finale: Best of 5 Frames Schiedsrichter/in: Marcel Eckardt Marshall Arena, Milton Keynes, England, 30. Oktober 2020 |                |              |
| Judd Trump | 1:3            | Kyren Wilson |
| 20:72 (64), 118:0 (118), 1:69, 0:88 (88)                                                                            |                |              |
| 118 | Höchstes Break | 88           |
| 1 | Century-Breaks | –            |
| 1 | 50+-Breaks     | 2            |

## Century-Breaks
Im Verlauf des Turniers wurden von 45 Spielern 90 Century-Breaks erzielt. Erfolgreichster Spieler war der Chinese Zhou Yuelong, der 8 Breaks von 100 oder mehr Punkten schaffte. Gleich zweimal gab es das (ohne Zusatzpunkte) höchstmögliche Break von 147 Punkten, erzielt von Ryan Day und John Higgins.
| John Higgins       | 147, 126, 123, 107                     |
| Ryan Day           | 147, 100                               |
| Barry Hawkins      | 145, 143, 133, 116, 101                |
| Matthew Stevens    | 140                                    |
| Ken Doherty        | 139, 122, 109                          |
| Graeme Dott        | 139, 103, 100                          |
| Jack Lisowski      | 139                                    |
| Thepchaiya Un-Nooh | 135, 108                               |
| Zhou Yuelong       | 134 (2×), 122, 119, 114, 109, 102, 100 |
| Mark Selby         | 134, 128, 118 (2×), 109                |
| Oliver Lines       | 133                                    |
| Gerard Greene      | 132                                    |
| Jamie Clarke       | 130, 112                               |
| Michael White      | 130                                    |
| Stuart Bingham     | 129, 127                               |
| Martin O’Donnell   | 128                                    |
| Luo Honghao        | 128, 111                               |
| Chang Bingyu       | 126, 120                               |
| Neil Robertson     | 125, 124, 100                          |
| Kyren Wilson       | 125, 110, 104, 103, 100                |
| Hossein Vafaei     | 125                                    |
| David Gilbert      | 125                                    |
| Judd Trump         | 124, 118, 110                          |

| Tom Ford         | 123                |
| Tian Pengfei     | 122, 109           |
| Mark Davis       | 121, 100           |
| Xu Si            | 121                |
| Brandon Sargeant | 121                |
| Zhao Xintong     | 117                |
| David Grace      | 116, 102           |
| Gao Yang         | 114, 107           |
| Ian Burns        | 114                |
| Joe Perry        | 138, 112, 109, 102 |
| Robbie Williams  | 112                |
| Shaun Murphy     | 111, 102           |
| Matthew Selt     | 108                |
| Scott Donaldson  | 107                |
| Joe O’Connor     | 107                |
| Mark Allen       | 106                |
| Liang Wenbo      | 105, 102           |
| Xiao Guodong     | 105                |
| Martin Gould     | 104                |
| Jamie Jones      | 103                |
| Lü Haotian       | 102                |
| Michael Holt     | 100                |